# Marianne Calmann
Marianne Calmann (geboren in Hamburg) ist eine deutsch-englische Schulbuchautorin und Verlegerin.

## Leben
Marianne Calmann floh 1937 mit ihren Eltern und ihrem Bruder Hans Rudolf aus dem nationalsozialistischen Deutschland nach England. Sie studierte Linguistik und Geschichte und war an der University of Warwick tätig. Sie entwickelte schriftliche und audiovisuelle Unterrichtsmaterialien für den Deutschunterricht in Großbritannien beim Verlag Mary Glasgow Publishers in London und für den Englischunterricht in der Bundesrepublik beim Schöningh Verlag.
Als ihr Bruder John Calmann 1980 in Frankreich starb, übernahm Calmann die Leitung des Verlags John Calmann & King, den sie zu einem führenden Bookpacker Englands in den Bereichen Kunst, Design, Musik, Architektur und Fotografie entwickelte.
Calmann schrieb ein Buch über das Ghetto von Carpentras und einen historischen Roman über Avignon.

## Schriften (Auswahl)
- Eric Orton; Marianne Calmann: Von der Alster bis zum Mond : 6 Geschichten. Illustrationen Elizabeth Andrewes; William Burnard; Walter Ricck. London : Glasgow & Baker, 1961
- Rosemary Davidson; Marianne Calmann: Los! : first year. London : Mary Glasgow and Baker Ltd., 1964
- Marianne Calmann; Arnold Rosenberg; Karl-Heinrich Rüssmann: Der „rote Blitz“. London: Glasgow & Baker, 1965
- Karl and Christa. ATV series, 1968
- Eric Orton; Marianne Calmann: Red light on the tube. Paderborn : Schöningh, 1972
- A week in Wells. Pupil's book. Photos Bill Mackenzie. London : Mary Glasgow Publ., 1977
- The carrière of Carpentras. Oxford: OUP, 1984
- Avignon. London : Allison & Busby, 1999
  - Die Schöne von Avignon : Roman. Übersetzung Ulrike Seeberger. München: DTV, 2001